# Ośrodek Szkolenia Poligonowego Wojsk Lądowych w Wędrzynie
Ośrodek Szkolenia Poligonowego Wojsk Lądowych im. gen. dyw. Dezyderego Chłapowskiego w Wędrzynie (OSPWL Wędrzyn) – poligon Wojsk Lądowych Sił Zbrojnych RP, położony w województwie lubuskim, w powiecie sulęcińskim w miejscowości Wędrzyn.

## Charakterystyka
OSPWL Wędrzyn zajmuje powierzchnię 12 303 ha, przy czym jego średnia szerokość wynosi 16 km, a długość 13 km. Powierzchnia pola roboczego wynosi 5 623 ha. Poligon jest uznawany za jeden z największych w Europie obiektów do szkolenia z walki w mieście, które odbywa się przy wykorzystaniu Centralnego Ośrodka Zurbanizowanego Nowy Mur imitującego zabudowę niewielkiego miasteczka, ze wszystkimi elementami charakterystycznymi dla miast. Dodatkowo do dyspozycji ćwiczących wojsk znajduje się pas ćwiczeń taktycznych Trzemeszno, liczne strzelnice i obozowiska.

## Historia poligonu
Przed 1945 rokiem, na obszarze zbliżonym do dzisiejszego poligonu znajdował się poligon niemiecki o nazwie Truppenübungsplatz Wandern. Po 1945 roku w związku z rozszerzeniem obszaru poligonu, postanowiono zlikwidować trzy wysiedlone z niemieckich mieszkańców wsie Lindow (Lędów), Gr. Kirschbaum (Trześniówek) oraz Malkendorf (Malutków). W 1948 roku na terenie obecnego poligonu utworzono Okręgowy Poligon Artyleryjski Nr 3 w Wędrzynie, który w tym samym roku podniesiono do rangi centralnej zmieniając przy tym jego nazwę na Centralny Poligon Artyleryjski nr 6. Od 1951 roku poligon funkcjonował pod nazwą Poligon Artyleryjski numer 6 w Wędrzynie, by w 1957 roku zostać przemianowanym na Obóz Ćwiczeń i Poligon Artyleryjski w Wędrzynie. Obecną nazwę poligon otrzymał w 1967 roku. W 2014 roku decyzją Ministra Obrony Narodowej, OSPWL Wędrzyn dodatkowo przejęło tradycję 14. Sudeckiej Samodzielnej Brygady Przeciwpancernej.

Insygnia
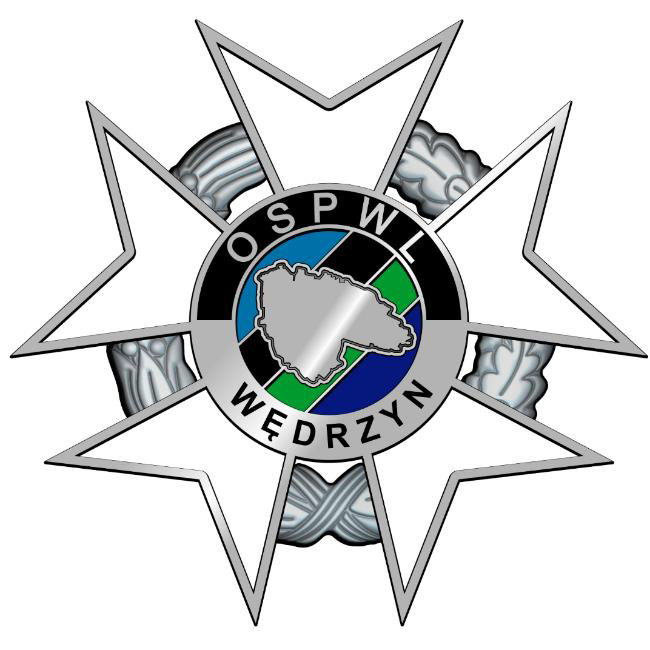
Odznaka pamiątkowa
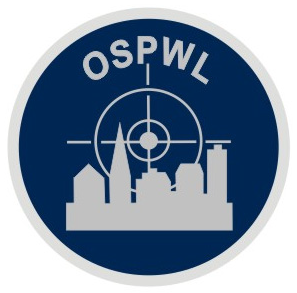
Oznaka rozpoznawcza na mundur wyjściowy
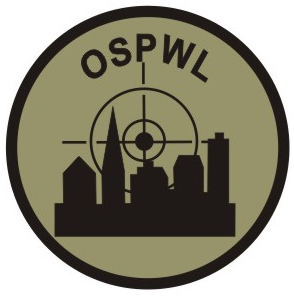
Oznaka rozpoznawcza na mundur polowy
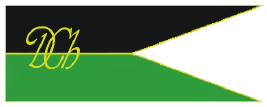
Proporczyk na beret

## Odznaczenia
- 2016: Odznaka Honorowa „Za zasługi dla województwa lubuskiego”[5]